# (2120) Tyumenia
(2120) Tyumenia es un asteroide que forma parte del cinturón de asteroides y fue descubierto por Tamara Mijáilovna Smirnova desde el Observatorio Astrofísico de Crimea en Naúchni, el 9 de septiembre de 1967.

## Designación y nombre
Tyumenia se designó al principio como 1967 RM.
Posteriormente fue nombrado por la ciudad y distrito rusos de Tiumén.

## Características orbitales
Tyumenia orbita a una distancia media de 3,06 ua del Sol, pudiendo alejarse hasta 3,449 ua y acercarse hasta 2,671 ua. Su excentricidad es 0,1272 y la inclinación orbital 17,57°. Emplea 1955 días en completar una órbita alrededor del Sol.